# Georg Bernhard Depping
Georg Christoph Bernhard Depping (* 11. Mai 1784 in Münster; † 6. September 1853 in Paris) war ein deutsch-französischer Geschichtsschreiber.

## Leben und Wirken
Georg Bernhard Depping begleitete 1803 einen französischen Emigranten nach Frankreich, wo er in Paris anfangs als Lehrer an einigen Erziehungsanstalten Anstellung fand, dann die neuen Sprachen studierte und für französische und deutsche Zeitschriften Beiträge lieferte. Seit 1820 war er auswärtiges Mitglied der Bayerischen Akademie der Wissenschaften. Er starb am 6. September 1853 in Paris, seit 1827 war er in Frankreich naturalisiert.
Von seinen Schriften sind hervorzuheben:
- Merveilles et beautés de la nature en France (Paris 1811; 9. Aufl., das. 1845);
- Les soirées d’hiver (3. Aust. 1833; deutsch, Krefeld 1831);
- Voyages d’un étudiant dans les cinq parties du monde (1822, 2 Tle.);
- La Grèce (1823, 4 Bde.);
- La Suisse (2. Aufl. 1824, 4 Bde.);
- Histoire des expéditions maritimes des Normands et de leur établissement en France au X. siècle (1826, 2 Bde.; 2. Aufl. 1844; deutsch, Hamburg 1829);
- Histoire du commerce entre l’Europe et le Levant depuis les croisades jusqu'à la fondation des colonies d’Amérique (1832, 2 Bde.);
- Erinnerungen aus dem Leben eines Deutschen in Paris (Leipzig 1832);
- Les juifs dans le moyen-âge (1834, neue Ausg. 1844; deutsch, Stuttgart 1834);
- Geschichte des Kriegs der Münsterer und Kölner gegen Holland 1672-74 (Münster 1840).

Er setzte auch Liquets Histoire de la Normandie (Rouen 1835, 2 Bde.) fort und bearbeitete für die Sammlung historischer Dokumente die ältesten Statuten der Handwerke der Stadt Paris (1837) und eine Zusammenstellung der wichtigsten auf die Staatsverwaltung Ludwigs XIV. bezüglichen Aktenstücke (1850–55, 4 Bde.). Seine zuerst 1817 erschienene Sammlung spanischer Romanzen erschien in zweiter Auflage unter dem Titel: Romancero castellano (Leipzig. 1844, 2 Bde.; Band 3 von F. Wolf, 1846).